# هنري إي. إيمرسون
هنري إي. إيمرسون (بالإنجليزية: Henry E. Emerson)‏ هو عسكري أمريكي، ولد في 28 مايو 1925 في واشنطن العاصمة في الولايات المتحدة، وتوفي في 4 فبراير 2015 في The Villages, Florida ‏ في الولايات المتحدة.